# 2023 en sport
Cet article présente les faits marquants de l'année 2023 en sport.

## Principaux événements sportifs de l'année 2023

### Par dates(date de début)

#### Janvier 2023
- Du 28 déc. 2022 au 6 janvier : 71e édition de la Tournée des quatre tremplins en Allemagne et en Autriche.
- Du 31 déc. 2022 au 15 janvier : 45e édition du Rallye Dakar en Arabie saoudite.
- Du 11 au 29 janvier : 28e édition du championnat du monde masculin de handball en Pologne et en Suède.
- Du 13 au 29 janvier : 15e édition de la Coupe du monde masculine de hockey sur gazon en Inde.
- Du 13 au 4 février : 7e édition du Championnat d'Afrique des nations de football en Algérie.
- Du 16 au 29 janvier : 111e édition de l'Open d'Australie à Melbourne.
- Du 23 au 29 janvier : 114e édition du Championnat d'Europe de patinage artistique en Finlande.
- Du 26 au 28 janvier : 66e édition des championnats du monde IBSF à Saint-Moritz en Suisse.
- Du 27 au 29 janvier : 51e édition des championnats du monde de luge à Oberhof en Allemagne.

#### Février 2023
- Du 1er février au 11 février : 19e édition de la Coupe du monde des clubs de la FIFA au Maroc.
- Du 3 février au 26 novembre : 111e édition de la Coupe Davis.
- Du 4 février au 18 mars : 129e édition du Tournoi des Six Nations en Europe.
- Du 6 au 19 février : 47e édition des championnats du monde de ski alpin  à Courchevel-Méribel, en France.
- Du 8 au 19 février : 58e édition des championnats du monde de biathlon à Oberhof, en Allemagne.
- Le 12 février : Super Bowl LVII à Glendale, dans l'état américain de l'Arizona.
- Du 19 février au 5 mars : 19e édition des championnats du monde de ski acrobatique à Bakuriani en Géorgie.
- Du 19 février au 5 mars : 15e édition des championnats du monde de snowboard à Bakuriani en Géorgie.
- Du 21 février au 5 mars : 54e édition des championnats du monde de ski nordique à Planica en Slovénie.

#### Mars 2023
- Du 2 au 5 mars : 37e édition des championnats d'Europe d'athlétisme en salle à Istanbul en Turquie.
- Le 5 mars : Début de la 74e édition du Championnat du monde de Formule 1.
- Du 5 au 12 mars : 81e édition du Paris-Nice.
- Du 17 au 19 mars : 3e édition du Championnat d'Europe féminin de futsal à Debrecen en Hongrie.
- Le 18 mars : 114e édition de Milan-San Remo en Italie.
- Du 22 au 26 mars : 58e édition des Championnats d'Europe de karaté à Guadalajara en Espagne.
- Du 25 mars au 29 avril : 28e édition du Tournoi des Six Nations féminin.
- Le 26 mars : Début de la 75e édition du Championnat du monde de vitesse moto.

#### Avril 2023
- Le 2 avril : 107e édition du Tour des Flandres en Belgique.
- Le 9 avril : 120e édition de Paris-Roubaix en France.
- Du 4 au 8 avril : 1er édition du Championnat d'Europe masculin de rink hockey des moins de 23 ans à Paredes au Portugal.
- Du 5 au 16 avril : 24e édition du Championnat du monde féminin de hockey sur glace à Brampton au Canada.
- Du 10 avril au 12 novembre : 60e édition de la Coupe Billie Jean King.
- Le 23 avril : 109e édition de Liège-Bastogne-Lège en Belgique.
- Le 27 avril : 3e édition de la Golden Globe Race remportée par Kirsten Neuschäfer aux Sables-d'Olonne.

#### Mai 2023
- Du 4 au 7 mai : Phase finale de la 58e édition de la Ligue des champions de rink hockey à Viana do Castelo au Portugal.
- Du 5 au 7 mai : Phase finale de la 22e édition de la Ligue des champions de futsal  de l'UEFA à Palma de Majorque en Espagne.
- Du 6 au 28 mai : 106e édition du Tour d'Italie en Italie et en Suisse.
- Du 7 au 14 mai : 40e édition des Championnats du monde de judo à Doha au Qatar.
- Du 12 au 28 mai : 86e édition du Championnat du monde de hockey sur glace en Finlande et en Lettonie.
- Du 17 mai au 2 juin : 39e édition du Championnat d'Europe de football des moins de 17 ans en Hongrie.
- Du 20 mai au 11 juin : 23e édition de la Coupe du monde de football des moins de 20 ans en Argentine.
- Du 20 au 28 mai : 66e édition des Championnats du monde de tennis de table à Durban en Afrique du Sud.
- Du 28 mai au 3 juin : 19e édition des Jeux des petits États d'Europe.
- Du 28 mai au 11 juin : 122e édition des Internationaux de France de tennis au stade Roland-Garros à Paris.
- Du 30 mai au 3 juin : 8e édition de la Coupe du monde de basket-ball 3×3.
- Le 31 mai : Finale de la 52e édition de la Ligue Europa au Stade Ferenc-Puskás à Budapest en Hongrie.

#### Juin 2023
- 1re au 18 juin : 77e édition des Finales NBA aux États-Unis.
- Le 3 juin : Finale de la 22e édition de Ligue des champions féminine de l'UEFA au stade Philips d'Eindhoven aux Pays-Bas.
- Le 7 juin : Finale de la 2e édition de la Ligue Europa Conférence à l'Eden Aréna de Prague, en Tchéquie.
- Du 9 au 20 juin : Tournoi masculin et Tournoi féminin des Championnats du monde de basket-ball en fauteuil roulant à Dubaï aux Émirats arabes unis.
- Le 10 juin : Finale de la 68e édition de la Ligue des champions de l'UEFA au stade olympique Atatürk d'Istanbul, en Turquie.
- Du 11 au 19 juin : Tournoi masculin et Tournoi féminin des Championnats d'Europe de basket-ball en fauteuil roulant, qui se déroulent à Rotterdam aux Pays-Bas.
- Du 14 au 18 juin :  Phase finale de la 3e édition de la Ligue des nations de l'UEFA aux Pays-Bas.
- Du 15 au 18 juin :  Phase finale de la 2e édition de la Ligue des nations de la CONCACAF aux États-Unis.
- Du 21 juin au 8 juillet : 24e édition du championnat d'Europe de football espoirs en Roumanie et en Géorgie.
- Du 24 juin au 16 juillet : 17e édition de la Gold Cup de football au États-Unis.
- Du 24 juin au 14 juillet : 13e édition du Championnat du monde junior de rugby à XV en Afrique du Sud.

#### Juillet 2023
- Du 1er au 23 juillet : 110e édition du Tour de France en France et en Espagne.
- Du 3 au 16 juillet : 136e édition du Tournoi de Wimbledon à Londres.
- Du 3 au 16 juillet : 70e édition du Championnat d'Europe de football des moins de 19 ans à Malte.
- Du 14 au 30 juillet : 20e édition des Championnats du Monde de natation au Japon.
- Du 17 au 22 juillet : 55e édition du Championnat d'Europe masculin de rink hockey à Sant Sadurní d'Anoia, en Espagne.
- Du 20 juillet au 20 août : 9e édition de la Coupe du monde féminine de football en Australie et en Nouvelle-Zélande.
- Du 23 au 30 juillet : 2e édition du Tour de France Femmes.

#### Août 2023
- Du 1er au 12 août : 18e édition des Championnats du monde d'escalade à Berne en Suisse.
- Du 3 au 13 août : 1re édition des Championnats du monde de cyclisme UCI.
- Du 5 au 13 août : 90e édition des Championnats du monde de cyclisme sur route à Glasgow, en Écosse.
- Du 9 au 20 août : 84e édition du Tour du Portugal.
- Du 15 août au 3 septembre : 33e édition du Championnat d'Europe féminin de volley-ball en Allemagne, en Belgique, en Estonie et en Italie.
- Le 16 août : 48e édition de la Supercoupe de l'UEFA au Stade Karaïskakis d'Athènes, en Grèce.
- Du 19 au 27 août : 19e édition des Championnats du Monde d'athlétisme en Hongrie.
- Du 25 août au 10 septembre : 19e édition de la Coupe du monde masculine de basket-ball en Indonésie, au Japon et aux Philippines.
- Du 26 août au 17 septembre : 78e édition du Tour d'Espagne en Espagne en Andorre et en France.
- Du 28 août au 2 septembre : 41e édition du Championnat d'Europe masculin de rink hockey des moins de 17 ans à Correggio, en Italie.
- Du 28 août au 10 septembre : 139e édition de l'US Open de tennis à Flushing Meadows (New-York).
- Du 28 août au 16 septembre : 33e édition du Championnat d'Europe masculin de volley-ball en Italie, en Bulgarie, en Macédoine du Nord et en Israël.

#### Septembre 2023
- Du 3 au 10 septembre : 3e édition du Championnat d'Europe de futsal des moins de 19 ans à Poreč en Croatie.
- Du 3 au 10 septembre : 51e édition des Championnats du monde d'aviron à Belgrade, en Serbie.
- Du 4 au 17 septembre : 88e édition des Championnats du monde d'haltérophilie à Riyad en Arabie saoudite.
- Du 5 au 7 septembre : 8e édition de la Coupe d'Europe de basket-ball 3×3 à Jérusalem en Israël.
- Du 8 septembre au 28 octobre : 10e édition de la Coupe du monde de rugby à XV en France.
- Du 10 au 17 septembre : 43e édition des Championnats d'Europe de tennis de table à Malmö, en Suède.
- Du 11 au 16 septembre : 53e édition du Championnat d'Europe masculin de rink hockey des moins de 19 ans à Seedorf du Canton d'Uri, en Suisse.
- Du 16 au 24 septembre : 72e édition des Championnats du monde de lutte à Belgrade, en Serbie.
- Du 19 au 24 septembre : 26e édition du Championnat d'Europe de beach soccer à Alghero, en Italie.
- 20 au 24 septembre :  29e édition des Championnats d'Europe de cyclisme sur route à Drenthe aux Pays-Bas.

#### Octobre 2023
- Du 5 octobre au 19 novembre : 13e édition de la Coupe du monde de cricket en Inde.
- Du 6 au 15 octobre : 14e édition des Championnats du monde de beach-volley au Mexique.
- Le 7 octobre : 117e édition du Tour de Lombardie en Lombardie (Italie).
- Du 24 au 29 octobre : 26e édition des Championnats du monde de karaté à Budapest en Hongrie
- 29 octobre : départ de la Transat Jacques-Vabre au Havre (France).
- Du 29 octobre au 5 novembre : 54e édition du WTA Finals à Cancún (Mexique).

- Du 30 octobre au 5 novembre : Tournoi de tennis de Paris-Bercy à Paris (France).

#### Novembre 2023
- Du 3 au 5 novembre : 37e édition des Championnats d'Europe de judo à Montpellier en France.
- Du 9 au 12 novembre : 37e édition du championnats de trampoline.
- Du 10 novembre au 2 décembre : 19e édition de la Coupe du monde de football des moins de 17 ans en Indonésie.
- Du 12 au 19 novembre : 54e édition de l'ATP Finals à Turin (Italie).
- Du 30 novembre au 17 décembre : 26e édition du Championnat du monde féminin de handball au Danemark, en Norvège et en Suède.

#### Décembre 2023
- Du 5 au 10 décembre : 26e édition du championnats d'Europe de natation en petit bassin.

- Du 12 au 22 décembre :

20e édition de la Coupe du monde des clubs de la FIFA

### Voile
- François Gabart et Tom Laperche remporte la 50e édition de la Rolex Fastnet Race sur SVR-Lazartigue en 1 j 8 h 38 min 27 s
- 16e édition de la Transat Jacques-Vabre
- Loïs Berrehar et Charlotte Yven remporte la 16e édition de la Transat Paprec sur Skipper Macif (1re édition composée uniquement de duos mixtes) en 18 j 19 h 1 min 33 s
- Corentin Horeau remporte la 54e édition de la Solitaire du Figaro 2023  sur Banque Populaire

## Principaux décès
- x